# Kościół Dobrego Pasterza w Elblągu
Kościół Dobrego Pasterza w Elblągu – kościół parafialny należący do dekanatu pomorsko-warmińskiego diecezji warszawskiej Kościoła Polskokatolickiego w RP. Mieści się na elbląskiej Wyspie Spichrzów, przy ulicy Warszawskiej. Dawny kościół mennonicki.

## Opis
Świątynia została wybudowana w 1890 jako kościół mennonicki. Jest to budowla orientowana, wybudowana na planie prostokąta, posiada salowe wnętrze. Od zachodu i częściowo od północy i południa znajdują się empory. Pod względem architektonicznym reprezentuje styl neogotycki. Przy elewacjach bocznych opiętych przez dwuskokowe szkarpy znajduje się 5 ostrołukowych okien (okno znajdujące się na osi zachodniej zostało zamurowane w dolnej partii); fasada jest trzyosiowa, znajduje się na niej portal zakończony wysokim trójkątnym szczytem, nad nim jest umieszczona rozeta z prostym maswerkiem, wzniesionym z cegły, oraz sterczyna w kształcie niewielkiej czworokątnej sygnaturki; wzdłuż krawędzi szczytu jest umieszczony fryz arkadkowy.
Kościół został wpisany do rejestru zabytków 8 czerwca 1994 pod nr. 73/83.